# 伊諾特角

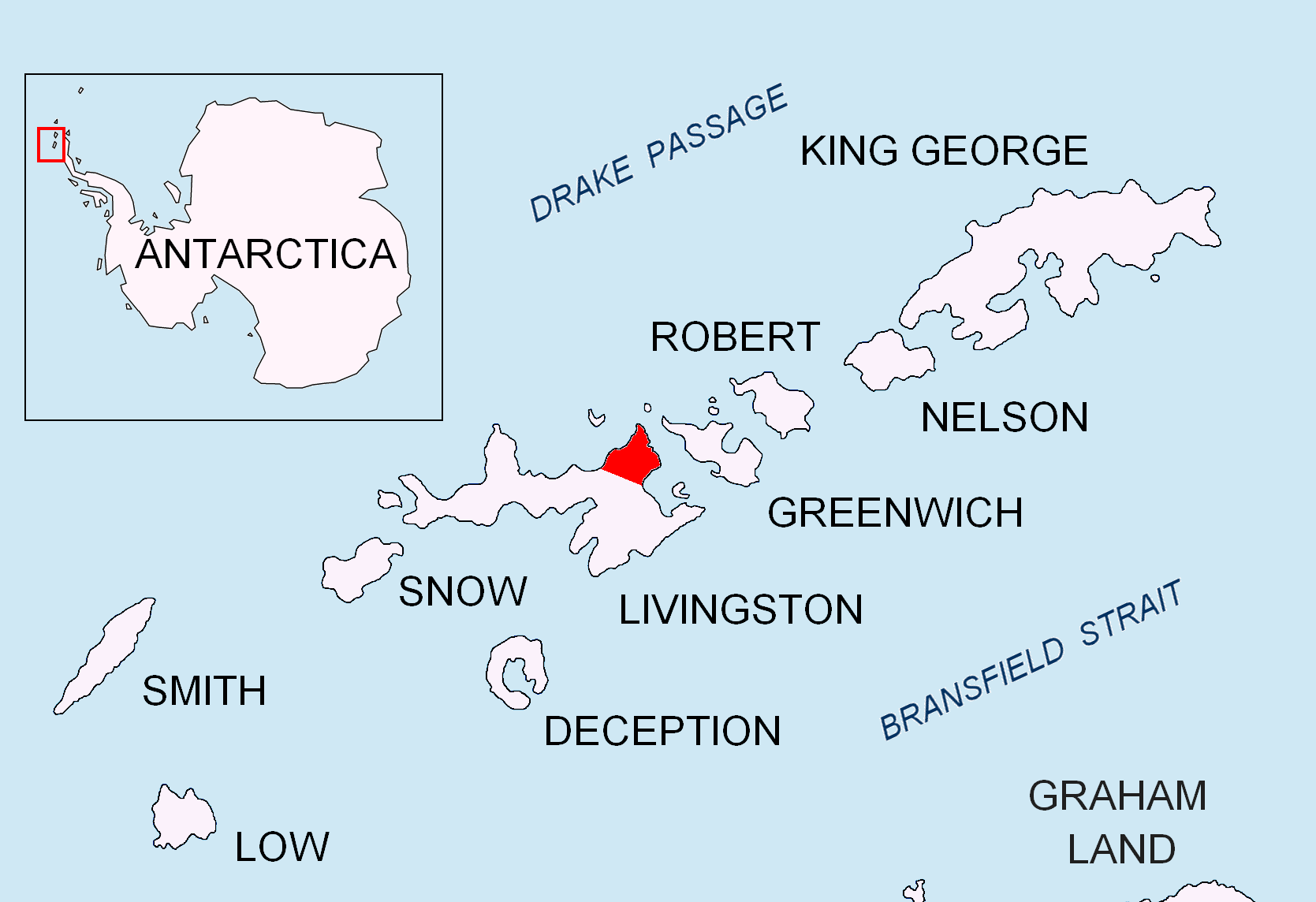

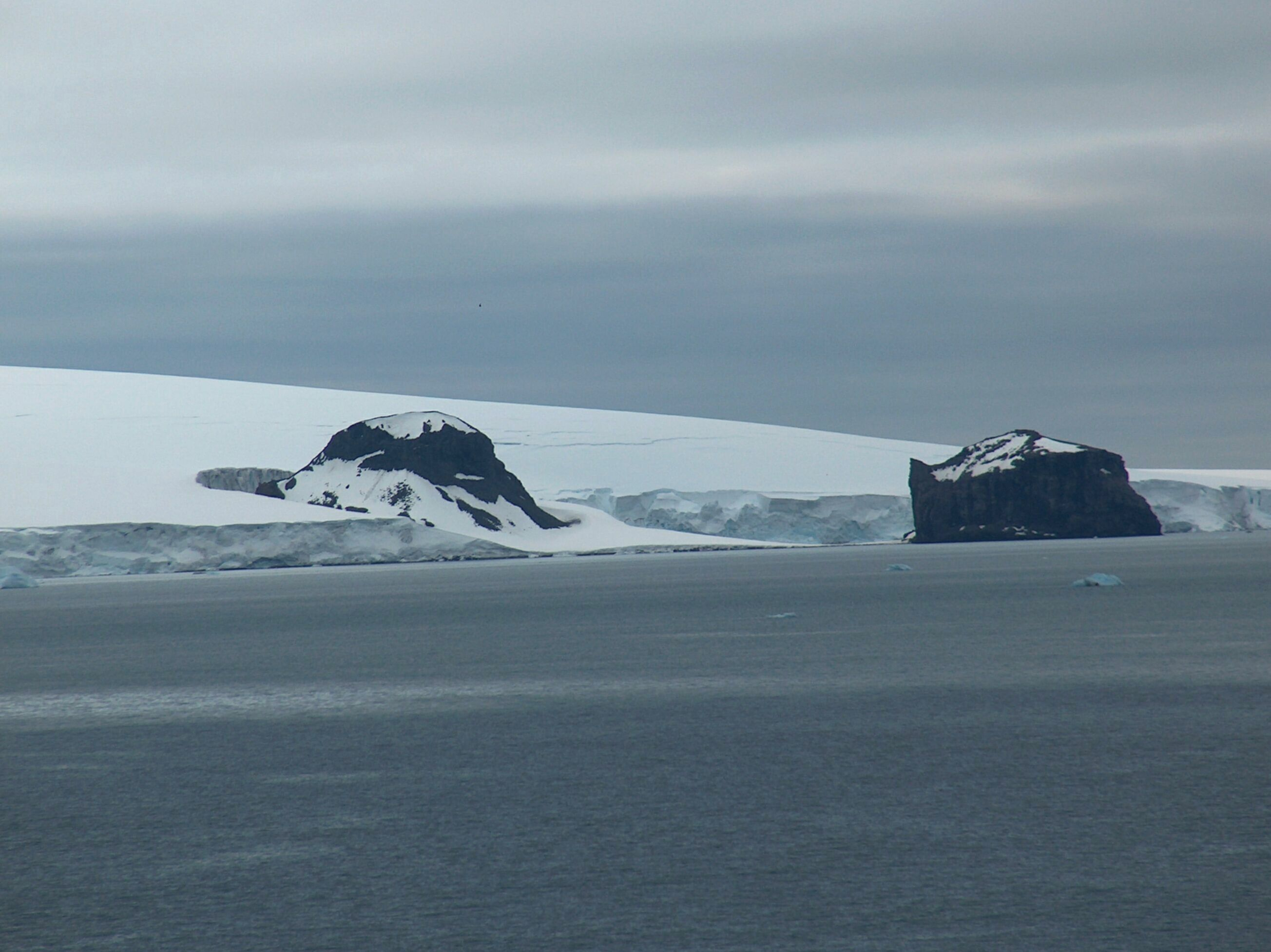

伊諾特角（英語：Inott Point）是南極洲的海岬，位於南設得蘭群島中利文斯頓島的瓦爾納半島東端，處於愛丁堡山東北面2公里，現時由南極條約體系管理。

## 外部連結
- SCAR Composite Antarctic Gazetteer（页面存档备份，存于）.

62°31′31″S 60°00′17″W / 62.52528°S 60.00472°W